# Giacomo Mameli
Giacomo Mameli
Giacomo Mameli (Perdasdefogu, 1941) è un giornalista, scrittore e docente italiano, noto per la sua attività culturale e mediatica.
Biografia
Nato a Perdasdefogu, in Ogliastra, nel 1941, si è laureato in Sociologia presso la Scuola superiore di giornalismo di Urbino, discutendo la tesi dal titolo Quattro paesi, un’isola con Paolo Fabbri e Carlo Bo. Ha successivamente conseguito una seconda laurea in Sociologia del lavoro.
Carriera giornalistica e televisiva
Mameli ha iniziato la sua carriera collaborando con L’Unione Sarda, per poi affermarsi come cronista ed esperto di fatti economici e sindacali. È stato tra i primi giornalisti in Sardegna a introdurre temi economici nei media locali con un approccio specialistico ma accessibile.
È stato autore e conduttore di diversi programmi televisivi regionali, tra cui Facciamo i conti, Quelli che fanno su Videolina, e Ma però su Sardegna 1. Ha inoltre collaborato con Rai Sardegna e emittenti straniere.
Tra il 1991 e il 1992 è stato addetto stampa del Ministro degli Esteri Gianni De Michelis.
Attività culturali e didattiche
È direttore artistico del festival letterario Settesere, Settepiazze, Settelibri, che si svolge annualmente a Perdasdefogu . Insegna Teoria e tecnica della comunicazione nelle scuole superiori ed è docente a contratto presso la Facoltà di Scienze Politiche dell’Università di Cagliari, dove coordina un Master in Comunicazione nella pubblica amministrazione.
Nel 2000 ha fondato il mensile Sardinews, edito in formato cartaceo e poi digitale fino al 2015. Il progetto, dedicato all’economia e alla cultura sarda, vedeva contributi di economisti, imprenditori e giovani professionisti, e godeva di una diffusione internazionale.
Attività letteraria
Mameli è autore di romanzi e saggi, spesso editi dalla casa editrice Cuec e in seguito ripubblicati da Il Maestrale  . Tra i suoi lavori più noti:
- La ghianda è una ciliegia (Cuec 2006; Il Maestrale 2020), con cui ha vinto il Premio nazionale di letteratura “Orsello” nel 2007.
- Il forno e la sirena (Cuec 2013), un libro basato su testimonianze della Seconda guerra mondiale e dei campi di concentramento.
- Sardo sono (Cuec 2012), che ritrae l’identità e il protagonismo dei sardi nel mondo contemporaneo.
- Trilogia femminile sarda: Le ragazze sono partite (Cuec 2015), Come figlie, anzi (Cuec 2017), e Hotel Nord America (Il Maestrale 2020), quest’ultimo vincitore del Premio Fiuggi Storia 2020.

Ha presentato i suoi libri in contesti accademici, come all’Università di Málaga, dove si sono tenute tavole rotonde su Le ragazze sono partite e Come figlie, anzi.
Riconoscimenti
Nel 2019 ha ricevuto il Premio Sa Ilonzana, assegnato per meriti in campo culturale e solidale. Mameli ha devoluto il premio al Centro Studi Luigi Oggiano di Siniscola.
Inquadramento letterario
È riconosciuto come uno degli autori della Nuova letteratura sarda, accanto a figure quali Giulio Angioni, Sergio Atzeni e altri contemporanei
Fonti principali
- Biografia e formazione:
- Attività giornalistica e tv:
- Sardinews e insegnamento:
- Opere letterarie e premi:

1. ↑   [www.giacomomameli.info Giacomo Mameli]. URL consultato il 18 agosto 2025.